# Al·lelopatia
En botànica, l'al·lelopatia és el fenomen d'interferència química que consisteix en l'alliberament de susbstàncies químiques per part d'una planta (o altres organismes) que són perjudicials per altres plantes competidores.
També s'amplia el mateix concepte a les relacions de competència bioquímica entre els altres éssers vius.
El terme al·lelopatia va ser creat l'any 1937 pel científic Hans Molisch a base de les paraules gregues que signifiquen perjudici mutu. Ell va fer servir aquest terme per a descriure les interaccions bioquímiques que inhibeixen el creixement de les plantes veïnes. El 1971, Whittaker i Feeny publicaren un estudi a la revista Science, en el qual definien com al·leloquímiques a totes les interaccions entre organismes.
La incompatibilitat que es nota entre algunes espècies és provocada per l'alliberament de susbstàncies volàtils, generalment per les fulles, o per excreció de toxines a través de les arrels.
Les interferències al·lelopàtiques acostumen a ser provocades per la combinació de diverses substàncies.
Les funcions perjudicades més freqüents són l'assimilació de nutrients, el creixement, la fotosíntesi, la respiració cel·lular (desacoblant la cadena respiratòria mitocondrial), la síntesi de proteïnes, la permabilitat de la membrana cel·lular i l'activitat enzimàtica.
En molts casos l'acció inhibidora és a càrrec de compostos de fenol com per exemple els que fan que el gira-sol dificulti el creixement de la soia o que les fulles del pi interfereixin en el creixement de les pròpies plàntules, així com d'altres plantes.
En l'anomenat cansament de la terra després d'anys de monocultiu el fenomen al·lelopatic hi té gran part a veure però no de manera exclusiva.